# معركة فوزوتشا
معركة فوزوتشا كانت هجوما شنه الفيلق الثالث لجيش جمهورية البوسنة والهرسك في 10 سبتمبر 1995 ضد قرية فوزوتشا ذات الأهمية الاستراتيجية في بلدية زافيدوفيتشي خلال حرب البوسنة والهرسك. كانت هذه المنطقة تحت سيطرة القوات المتمردة من صرب البوسنة والهرسك منذ عام 1992 والتي ارتكبت جرائم حرب ضد 21 من المدنيين البوسنيين.

## الهجوم

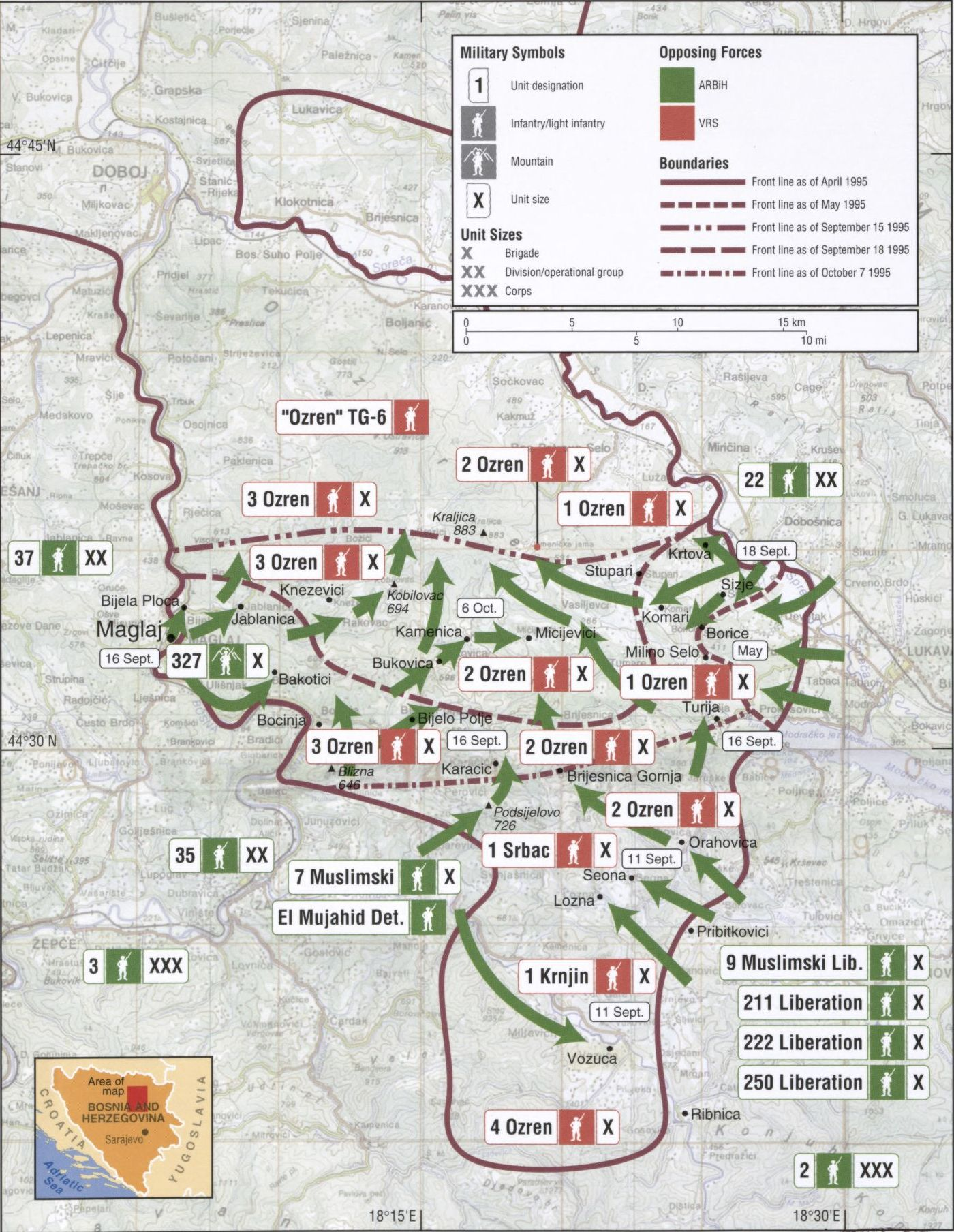
جبال أوزرين في سبتمبر-أكتوبر 1995

الهجوم نفسه نفذته كتيبة المجاهدين من الفيلق الثالث ورافقهم أيضا بعض العناصر النظامية في جيش جمهورية البوسنة والهرسك. تم التخطيط للهجوم بالفعل في مايو 1995 وتم تنفيذه على ثلاث مراحل. الأول كان يسمى «الأسد الأحمر» وكان الهدف الرئيسي من هذه العملية هو قطع اتصال جمهورية صرب البوسنة في فوزوتشا. نجحوا ودفعوا القوات الصربية. الجزء الثاني من العملية كان يسمى «معركة من أجل الكبرياء». كان الهدف هو إعداد اللاجئين من سريبرينيتشا وإيبا للانتقال إلى المنطقة بعد تحريرها. تم التخطيط له ولكن بعد الهجوم وصلت مجموعة صغيرة فقط من الناس إلى منطقة فوزوتشا المدمرة.

## المرحلة النهائية
كان كل شيء جاهزا وكان رمز الهجوم الأخير يسمى «أوراغان» (بالعربية: الإعصار). بدأ الهجوم في 10 سبتمبر وانتهى في نفس اليوم بالنصر الكامل للقوات البوسنية. لقد استخدموا التخطيط الجيد للغاية وكانوا متقدمين على القوات الصربية. حصل الجيش والمجاهدين على مساعدة من قوة عسكرية خاصة تسمى البجعة السوداء. واصلت القوات البوسنية التقدم عبر منطقة أوزرين.